# Стокгольмский концертный зал

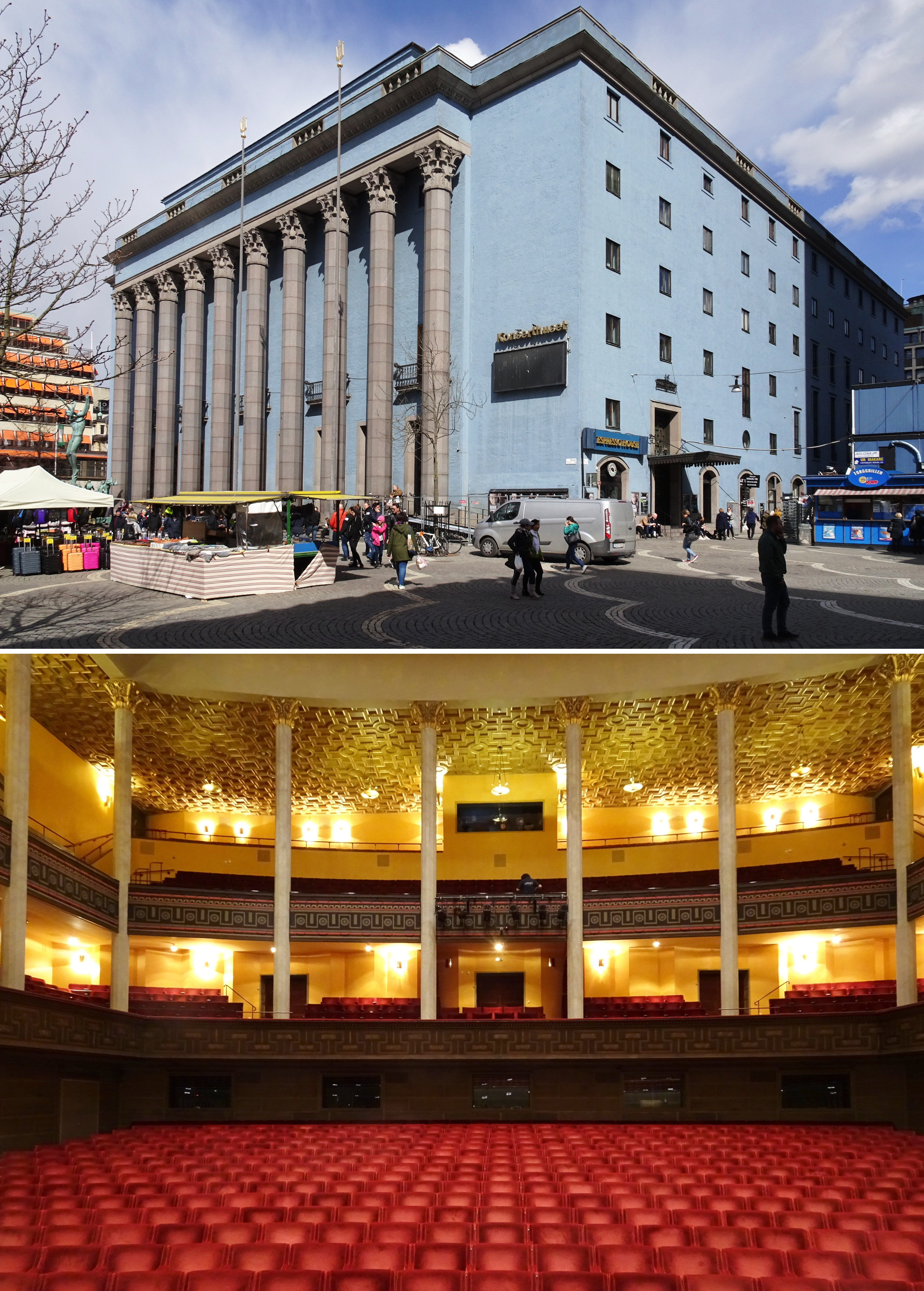

Стокгольмский концертный зал (Konserthuset) — основной зал для оркестровой музыки в Стокгольме, открытый в 1926 году. Здание построено в стиле неоклассицизма, архитектор — Ивар Тенгбум. Именно здесь располагается Королевский Стокгольмский филармонический оркестр. Кроме того, здесь проходят церемония награждения Нобелевской премии и ежегодное вручение музыкальных премий Polar Music Prize. К западу от здания находится площадь Хёторгет.